# Liste der Gedenktafeln in Berlin-Schöneberg
Die Liste der Gedenktafeln in Berlin-Schöneberg enthält die Namen, Standorte und, soweit bekannt, das Datum der Enthüllung von Gedenktafeln.
Die Liste ist nicht vollständig.

## Schöneberg
| Bild | Name                                                           | Standort                          | Datum der Enthüllung |
| ---- | -------------------------------------------------------------- | --------------------------------- | -------------------- |
|      | Gerhard Adler                                                  | Münchener Straße 23               |                      |
|      | Akazienbogen                                                   | Akazienstraße 31                  |                      |
|      | Alter St.-Matthäus-Friedhof                                    | Großgörschenstraße 12             |                      |
|      | Altes Schöneberger Rathaus                                     | Richard-von-Weizsäcker-Platz 3a   |                      |
|      | Claudio Arrau                                                  | Stübbenstraße 8                   |                      |
|      | Das Haus Badensche Straße 50–51                                | Badensche Straße 50–51            |                      |
|      | Hans Baluschek                                                 | Ceciliengärten 27                 |                      |
|      | Baudenkmal                                                     | Vorbergstraße 10a                 |                      |
|      | August Bebel                                                   | Hauptstraße 97                    |                      |
|      | Franz Joachim Behnisch                                         | Katzlerstraße 11                  |                      |
|      | Alfred Kardinal Bengsch                                        | Tempelhofer Weg 26                |                      |
|      | Gottfried Benn                                                 | Bozener Straße 20                 |                      |
|      | Margarete Berent                                               | Goltzstraße 34                    |                      |
|      | Liane Berkowitz                                                | Viktoria-Luise-Platz 1            |                      |
|      | Berlin Teppich                                                 | John-F.-Kennedy-Platz             |                      |
|      | Berliner Krippenverein                                         | Karl-Schrader-Straße 9            |                      |
|      | Rudolf Bernauer                                                | Viktoria-Luise-Platz 1            |                      |
|      | Georg Bernhard                                                 | Kleiststraße 21                   |                      |
|      | Eduard Bernstein                                               | Bozener Straße 18                 |                      |
|      | Eduard Bernstein                                               | Bozener Straße 18                 |                      |
|      | Joseph Bilé                                                    | Bülowstraße 39                    | 21. April 2022       |
|      | Max Bluhm                                                      | John-F.-Kennedy-Platz             |                      |
|      | Robert Blum                                                    | Kolonnenstraße 21                 |                      |
|      | B’nai B’rith                                                   | Kleiststraße 10                   | 20. März 2025        |
|      | Boswau & Knauer                                                | Nollendorfplatz 8–9               |                      |
|      | David Bowie                                                    | Hauptstraße 155                   |                      |
|      | Rudolf Breitscheid                                             | Haberlandstraße 8                 |                      |
|      | Louis Brody                                                    | Kurfürstenstraße 40               | 25. Juli 2024        |
|      | Ferruccio Busoni                                               | Viktoria-Luise-Platz 11           |                      |
|      | Minna Cauer                                                    | Mansteinstraße 8                  |                      |
|      | Ceciliengärten                                                 | Traegerstraße 2                   |                      |
|      | Adelbert von Chamisso                                          | Grunewaldstraße 6                 |                      |
|      | August Crelle                                                  | Potsdamer Straße 172              |                      |
|      | Deserteur                                                      | Dominicusstraße/Hauptstraße       |                      |
|      | Marlene Dietrich                                               | Leberstraße 65                    |                      |
|      | Marlene Dietrich                                               | Leberstraße 65                    |                      |
|      | Dorfkirche Schöneberg                                          | Hauptstraße 47                    |                      |
|      | Hermann Ehlers                                                 | Gotenstraße 6                     |                      |
|      | Wilhelm Ehrecke                                                | Elßholzstraße 10                  |                      |
|      | Ein Meter Autobahn                                             | Hans-Baluschek-Park               |                      |
|      | Albert Einstein                                                | Barbarossaplatz 5                 |                      |
|      | Albert Einstein                                                | Haberlandstraße 8                 |                      |
|      | Albert Einstein                                                | Haberlandstraße 8                 |                      |
|      | Neşet Ertaş                                                    | U-Bahnhof Bülowstraße             | 19. September 2024   |
|      | Friedhof Eythstraße                                            | Eythstraße 1                      |                      |
|      | Familie Kolzer                                                 | Nollendorfstraße 28               |                      |
|      | Samuel Fischer                                                 | Bülowstraße 90                    |                      |
|      | Freiheitsglocke                                                | John-F.-Kennedy-Platz             |                      |
|      | Marie Freud                                                    | Ansbacher Straße 6                |                      |
|      | Alfred Hermann Fried                                           | Goltzstraße 15                    | 17. Juli 2025        |
|      | Friedliche Revolution                                          | John-F.-Kennedy-Platz             |                      |
|      | Curt Hans Fritzsche                                            | Akazienstraße 31                  |                      |
|      | Erich Fromm                                                    | Bayerischer Platz 1               |                      |
|      | Wilhelm Furtwängler                                            | Nollendorfplatz 8                 |                      |
|      | Wilhelm Furtwängler                                            | Nollendorfplatz 8                 |                      |
|      | Clemens August Graf von Galen                                  | Winterfeldtplatz                  |                      |
|      | Karl Ganser                                                    | Priesterweg                       |                      |
|      | Willibald Gebhardt                                             | Sachsendamm 12                    |                      |
|      | Gegen das Vergessen                                            | Kleiststraße/Martin-Luther-Straße |                      |
|      | Geschichtsparcours Papestraße                                  | General-Pape-Straße 1             |                      |
|      | Geschichtsparcours Yorckbrücken                                | Yorckbrücken                      |                      |
|      | Goldener Saal                                                  | John-F.-Kennedy-Platz             |                      |
|      | Gradiva                                                        | Kurfürstenstraße 116              |                      |
|      | von Hansemann                                                  | Großgörschenstraße 12             |                      |
|      | Josef Herberger                                                | Bülowstraße 89                    |                      |
|      | Franz Hessel                                                   | Lindauer Straße 8                 |                      |
|      | Theodor Heuss                                                  | Fregestraße 80                    |                      |
|      | August Freiherr von der Heydt                                  | Großgörschenstraße 12             |                      |
|      | Hedwig Heyl                                                    | Karl-Schrader-Straße 7            |                      |
|      | Kurt Hiller                                                    | Grunewaldstraße 94                |                      |
|      | Michael Hirschberg                                             | Winterfeldtstraße 8               |                      |
|      | Historische Orte in Schöneberg                                 | Bülowstraße 37                    |                      |
|      | Hochbunker Pallasstraße                                        | Pallasstraße 30                   |                      |
|      | Karl Hofer                                                     | Grunewaldstraße 44                |                      |
|      | Arno Holz                                                      | Stübbenstraße 5                   |                      |
|      | Ödön von Horváth                                               | Martin-Luther-Straße 20a          |                      |
|      | Christopher Isherwood                                          | Nollendorfstraße 17               |                      |
|      | Judenwohnungen                                                 | Traunsteiner Straße 6             | 31. Mai 2022         |
|      | Jüdische Bewohner                                              | Bamberger Straße 9                |                      |
|      | Jüdische Bewohner                                              | Lindauer Straße 8                 |                      |
|      | Jüdische Bewohner                                              | Schwäbische Straße 3              |                      |
|      | Jüdische Bewohner                                              | Schwäbische Straße 25             |                      |
|      | Jüdische Bewohner                                              | Apostel-Paulus-Straße 18          |                      |
|      | Jüdische Bewohner                                              | Apostel-Paulus-Straße 26          | 27. April 2012       |
|      | Jüdische Bewohner                                              | Apostel-Paulus-Straße 26          | 27. April 2012       |
|      | Jüdische Bewohner                                              | Starnberger Straße 2              |                      |
|      | Jüdische Schüler                                               | Hohenstaufenstraße 47             |                      |
|      | Joachim Kemmer                                                 | Crellestraße 41                   |                      |
|      | John F. Kennedy                                                | John-F.-Kennedy-Platz             |                      |
|      | Egon Erwin Kisch                                               | Hohenstaufenstraße 36             |                      |
|      | Kita 700 Jahre Schöneberg                                      | Welserstraße 21                   |                      |
|      | Erich Klausener                                                | Winterfeldtplatz                  |                      |
|      | Erich Klausener                                                | Keithstraße 8                     |                      |
|      | Hildegard Knef                                                 | Leberstraße 33                    |                      |
|      | Königskolonnaden                                               | Potsdamer Straße 186              |                      |
|      | Kriegsgefangenenwesen des Oberkommando der Wehrmacht           | Badensche Straße 50               | 17. Juli 2025        |
|      | Kriegsopfer                                                    | Sachsendamm 47                    |                      |
|      | Kriegsopfer                                                    | 2021, Sachsendamm 47              |                      |
|      | Franz Theodor Kugler                                           | Großgörschenstraße 12             |                      |
|      | Adolf Kurtz                                                    | An der Apostelkirche 1            |                      |
|      | Kitty Kuse                                                     | Kitty-Kuse-Platz                  |                      |
|      | Mausoleum Langenscheidt                                        | Großgörschenstraße 12             |                      |
|      | Else Lasker-Schüler                                            | Motzstraße 7                      |                      |
|      | Julius Leber                                                   | Julius-Leber-Brücke               |                      |
|      | Wilhelm Leuschner                                              | Kleiststraße 19–21                |                      |
|      | Paul Löbe                                                      | Rubensstraße 118                  |                      |
|      | Kurt Losch                                                     | Meraner Straße 12                 |                      |
|      | Bayerischer Löwe                                               | Bayerischer Platz                 |                      |
|      | Friedrich Luft                                                 | Hans-Rosenthal-Platz 1            |                      |
|      | Friedrich Luft                                                 | Maienstr 4                        |                      |
|      | Rosa Luxemburg                                                 | Cranachstraße 58                  |                      |
|      | Rosa Luxemburg                                                 | Wielandstraße 23                  |                      |
|      | Mahnort Eichmannreferat                                        | Kurfürstenstraße 116              |                      |
|      | Maison de Santé                                                | Belziger Straße 7                 | 11. Oktober 2024     |
|      | Malzfabrik Schöneberg                                          | Bessemerstraße 2–14               |                      |
|      | Malzfabrik Schöneberg, Kcymaerxthaere                          | Bessemerstraße 2–14               |                      |
|      | Malzfabrik Schöneberg, Neue und alte Bravenleavanne            | Bessemerstraße 2–14               |                      |
|      | Ursula Mamlok                                                  | Ursula-Mamlok-Park                | 1. Februar 2023      |
|      | Georg Meisenbach                                               | Hauptstraße 8                     |                      |
|      | Kurt Meurer                                                    | Hauptstraße 101                   |                      |
|      | Inge Meysel                                                    | Heylstraße 29                     |                      |
|      | Lina Morgenstern                                               | Potsdamer Straße 139              |                      |
|      | Ivan Nagel                                                     | Keithstraße 10                    |                      |
|      | Friedrich Naumann                                              | Naumannstraße 24                  |                      |
|      | Günter Christian Ludwig Neumann                                | Munsterdamm/Prellerweg Insulaner  |                      |
|      | Helmut Newton                                                  | Innsbrucker Straße 24             |                      |
|      | Helmut Ollk                                                    | Bayerischer Platz 1               |                      |
|      | NS-Opfer                                                       | Hauptstraße 47                    |                      |
|      | NS-Opfer                                                       | Nollendorfplatz                   |                      |
|      | NS-Opfer                                                       | Großgörschenstraße 12             |                      |
|      | Orte des Schreckens                                            | Richard-von-Weizsäcker-Platz      |                      |
|      | Penzberg                                                       | Münchener Straße ggü. 16          |                      |
|      | Fritz Perls                                                    | Ansbacher Straße 13               |                      |
|      | Günter Pfitzmann                                               | Zietenstraße 22                   |                      |
|      | Kurt Pinthus                                                   | Heilbronner Straße 2              |                      |
|      | Erwin Piscator                                                 | Nollendorfplatz 5                 |                      |
|      | Hedwig Porschütz                                               | Feurigstraße 43                   |                      |
|      | Radrennbahn Schöneberg                                         | Priesterweg 10                    |                      |
|      | Radrennsportler                                                | Sachsendamm 12                    |                      |
|      | Hilde Radusch                                                  | Eisenacher Straße 15              |                      |
|      | Hilde Radusch                                                  | Eisenacher Straße 15              |                      |
|      | Hilde Radusch                                                  | Eisenacher Straße 15              |                      |
|      | Klaus-Jürgen Rattay                                            | Potsdamer Straße 127              |                      |
|      | Klaus-Jürgen Rattay (erneuerte Gedenktafel vom September 2021) | Potsdamer Straße 127              |                      |
|      | Reichskriegsgericht                                            | Elßholzstraße 30–33               |                      |
|      | Ferdinand von Richthofen                                       | An der Urania 4–10                |                      |
|      | Alexander Roda Roda                                            | Innsbrucker Straße 44             |                      |
|      | Wilhelm Conrad Röntgen                                         | Rubensstraße 125                  |                      |
|      | Franz Rosenast                                                 | Bessemerstraße 2–14               |                      |
|      | Hans Rosenthal                                                 | Hauptstraße 36                    |                      |
|      | Hans Rosenthal                                                 | Winsstraße 63                     |                      |
|      | Rote Insel                                                     | Julius-Leber-Brücke               |                      |
|      | Rudolph-Wilde-Park                                             | Rudolph-Wilde-Park                |                      |
|      | Hans Rummer                                                    | Münchener Straße ggü. 16          |                      |
|      | Nelly Sachs                                                    | Maaßenstraße 12                   |                      |
|      | Alice Salomon                                                  | Karl-Schrader-Straße 7            |                      |
|      | Gertrude Sandmann                                              | Eisenacher Straße 89              |                      |
|      | Scala                                                          | Martin-Luther-Straße 16           |                      |
|      | Joseph Schmidt                                                 | Nürnberger Straße 68              |                      |
|      | Henriette Schrader-Breymann                                    | Karl-Schrader-Straße 7            |                      |
|      | Alexander Schwab                                               | Keithstraße 8                     |                      |
|      | Georg Schweinfurth                                             | Willmanndamm 3                    |                      |
|      | Werner von Siemens                                             | Nollendorfplatz                   |                      |
|      | Johannes Stabenau                                              | Grunewaldstraße 53                | 30. Oktober 2023     |
|      | Renee Sintenis                                                 | Innsbrucker Straße 23             |                      |
|      | Sportpalast                                                    | Potsdamer Straße 172              |                      |
|      | St. Norbert Krankenhaus                                        | Dominicusstraße 15–17             |                      |
|      | Constantin Starck                                              | Barbarossaplatz                   |                      |
|      | Heinrich Friedrich Karl vom und zum Stein                      | Freiherr-vom-Stein-Straße 1       |                      |
|      | Rudolf Steiner                                                 | Motzstraße 30                     |                      |
|      | Josef Stübben                                                  | Stübbenstraße 1                   |                      |
|      | Natur-Park Südgelände                                          | Priesterweg                       |                      |
|      | Synagoge Religionsverein Westen                                | Passauer Straße 2                 |                      |
|      | Synagoge Schöneberg                                            | Münchener Straße 37               |                      |
|      | Paul Tawrigowski                                               | An der Urania 16–18               |                      |
|      | Wilhelm Teske                                                  | Rosenheimer Straße 5              |                      |
|      | Siegfried Translateur                                          | Pallasstraße 4                    | 11. März 2024        |
|      | U-Bahnhof Wittenbergplatz                                      | Wittenbergplatz                   |                      |
|      | U-Bahn                                                         | Bayerischer Platz                 |                      |
|      | Robert Uhrig                                                   | Wartburgstraße 4                  |                      |
|      | Lesser Ury                                                     | Nollendorfplatz                   |                      |
|      | Bernar Venet                                                   | An der Urania 17                  |                      |
|      | Viktoria-Luise-Platz                                           | Viktoria-Luise-Platz              |                      |
|      | Volksgerichtshof                                               | Potsdamer Straße 186              |                      |
|      | Martin Wagner                                                  | Röblingstraße 29                  |                      |
|      | Claire Waldoff                                                 | Regensburger Straße 33            |                      |
|      | Ernst Weiß                                                     | Luitpoldstraße 34                 |                      |
|      | Maria Elisabeth Wentzel-Heckmann                               | Karl-Schrader-Straße 7            |                      |
|      | Billy Wilder                                                   | Viktoria-Luise-Platz 11           |                      |
|      | Wilhelm I.                                                     | Hauptstraße 46                    |                      |
|      | Benno Wolf                                                     | Grunewaldstraße 6                 |                      |
|      | Paul Zech                                                      | Naumannstraße 78                  |                      |
|      | Carl Zuckmayer                                                 | Carl-Zuckmayer-Brücke             |                      |
|      | Carl Zuckmayer                                                 | Carl-Zuckmayer-Brücke             |                      |
|      | Zwangsarbeiter                                                 | Elßholzstraße 34                  |                      |